# كورنيليوس بي كوتر
كورنيليوس بي كوتر (بالإنجليزية: Cornelius P. Cotter)‏ هو عالم سياسة أمريكي، ولد في 18 مارس 1934، وتوفي في 12 يوليو 1999.